# Длинный кулак
Длинный кулак (чан-цюань, 長拳) — общее название стилей ушу, использующие «длинное усилие» — чан-цзин, — с полным выпрямлением руки при ударе и дополнительным разворотом плеч для удлинения дистанции удара. Как правило, такие стили ведут бой на дальней дистанции, а для удержания дистанции обычно используются как стремительные перемещения по принципу «один шаг — один удар», так и сочетания ударов рук и ног, с частой сменой уровней атаки и высоты стойки. Широко применяются удары ногой в прыжке.

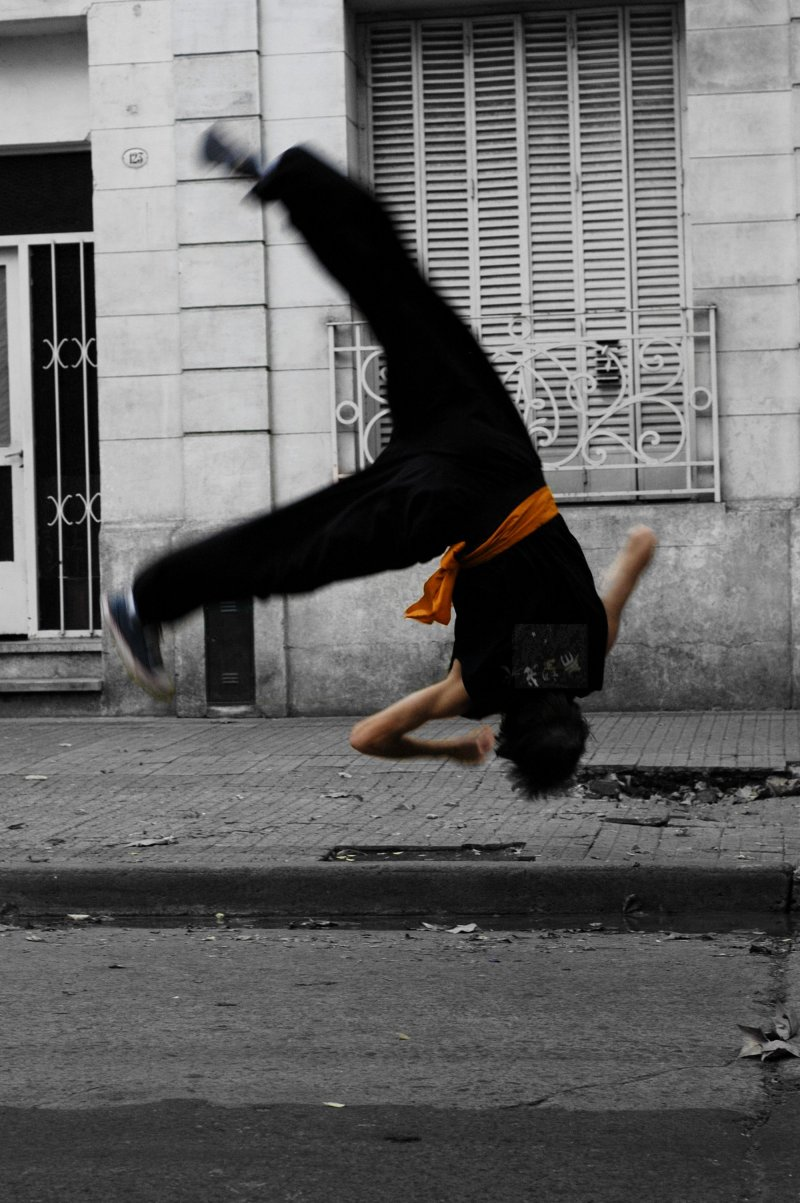
Боковой кувырок в Чан-цюань (Длинный кулак)

## История
Чан-цюань окончательно сформировался из таких стилей, как ча цюань, хуа цюань, пигуа цюань, тантуй цюань и прочих, во время правления Мао Цзедуна в Китайской народной республике, когда возникла необходимость в объединении и стандартизации стилей ушу для эффективного их преподавания в школах и институтах. Притом, в древности в Китае существовал стиль под названием чаньцюань, который и лег в основу современного; но он известен нам лишь по описанию.
Нередко название «длинный кулак» используют как синоним для северных стилей ушу. Деление стилей ушу на «длинный кулак» и «короткий кулак» было введено Ци Цзигуаном и Чэн Цзунфу, при династии Мин, и означало стили, ведущие на дальней и ближней дистаниции. В настоящее время термин «длинный кулак» по-прежнему широко используется в качестве классификатора стилей, в то время как термин «короткий кулак» применяется очень ограниченно.
По альтернативной версии, чан цюань — стили ушу, либо распространённые в районе «длинной реки» — Чанцзян (другое название реки — Янцзы), либо просто использующие длинные и непрерывные движения, то есть «длинные и непрерывные, как река Чанцзян». В этом случае название «длинный кулак» фактически служит синонимом тайцзицюань, и применяется также к различным стилям, имеющим пластику движений аналогичную тайцзицюань.
- сокращённое название комплекса «тай-цзи чан-цюань» стиля Чэн (другой комплекс называется «тай-цзи пао-чуй»), известного также как «108 форм тайцзицюань».
- одно из названий стиля сань-ши-ци цюань/сань-ши-ци ши цюань (буквально «37 форм»), приписываемого Сюй Сюаньпину и считающегося предшественником 13 основных форм тайцзицюань (8 базовых приёмов и 5 передвижений).
- одно из названий стиля сянь-тянь цюань («кулак прежнего неба»), приписываемого Ли Даоцзы и считающегося одним из предшественников тайцзицюань. Другим предшественником считается «кулак последующего неба» — хоу-тянь цюань (известен также как хоу-тянь-фа и хоу-тянь фа-ши), приписываемый Ху Цзинцзы или Сун Чжуншу.

## Характеристика
Для чаньцюань характерен упор на технику ног. В то же время, в пигуа-цюань не столько бьют ногами, сколько непрерывно атакуют руками. Характерная черта «длинного кулака» — преобладание широкоамплитудных маховых ударов атаки над защитой. В современный чаньцюань добавлены элементы прикладной акробатики.
Аналогичный принцип удлинения удара применяется и в савате при нанесении ударов ногой (но не рукой) и является его визитной карточкой, отличающим его от кикбоксинга. Что любопытно, и северные стили ушу, и сават славятся именно своей техникой ног.